# Карбан Анатолій Євгенович
{{Військовик2
| ім'я                = Анатолій Карбан
| оригінал імені      = Анатолій Євгенович Карбан 
| портрет             = 
| підпис              = 
| дата народження     = 24.05.1967
| місце народження    = с. Остапівка Полтавської обл., Україна
| дата смерті         = 12.04.2023
| місце смерті        = м. Авдіївка Донецької обл., Україна
| причина смерті      = загинув у бою, мінно-вибухова травма
| національність      = українець
| університет         = Полтавський національний педагогічний університет імені Володимира Короленка
| ступінь             = 
| прізвисько          = 
| партія              =
| країна              =  Україна
| вид збройних сил    =  Збройні сили
| підпорядкованість   = 
| військове формування= [[116-та окрема бригада територіальної оборони (Україна)[ред. | ред. код]|116 ОБр ТРО ЗСУ]]
| роки служби         = 2022-2023
| звання              =  Головний сержант
| формування          = 
| командування        =
| битви               = Російсько-українська війна
| нагороди            = 
| Медаль «За жертовність і любов до України» |

}}
Карбан Анатолій Євгенович (24 травня 1967, с. Остапівка Полтавської обл. — 12 квітня 2023, м. Авдіївка Донецької обл.) — український педагог, громадський діяч та політик, учасник російсько-української війни.

## Життєпис
| Текст вилучений зі статті через підозру в порушенні авторських прав |
| --- |
| Текст, що раніше перебував на цій сторінці, запідозрено в порушенні авторських прав на текст із таких джерел: https://novynarnia.com/2023/04/14/akarban/ Дата, коли було знайдено порушення: 12 грудня 2023. Тому, хто повісив цей шаблон: На сторінку обговорення користувача, який розмістив цю статтю, варто додати повідомлення {{subst:nothanks cv\|Карбан Анатолій Євгенович\|url=https://novynarnia.com/2023/04/14/akarban/. |
| До уваги користувача, який розмістив цю статтю Не редагуйте статтю зараз, навіть якщо ви збираєтеся її переписати. Дотримуйтесь вказівок нижче. - Якщо власник авторських прав на зазначений вище матеріал дозволяє використовувати його на умовах GNU FDL без незмінюваних секцій та Creative Commons із зазначенням автора / розповсюдження на тих самих умовах, будь ласка, сповістіть про це на сторінці обговорення цієї статті. - Якщо правовласником є ви, додайте на зазначеному вище ресурсі примітку: «Матеріали дозволено використовувати на умовах GNU FDL без незмінюваних секцій та Creative Commons із зазначенням автора / розповсюдження на тих самих умовах». - Якщо дозволу на використання цього матеріалу немає, будь ласка, зробіть одне з двох: 1. Напишіть хоча б гарний накид статті на цій підсторінці. Зверніть увагу: не треба копіювати текст, що порушує авторські права, на зазначену підсторінку й редагувати його. Якщо ви взялися за написання нової статті, не забудьте сповістити про це на сторінці обговорення. 2. Залиште все як є, і тоді статтю буде вилучено. У випадку, якщо новий текст написано не буде, цю статтю буде вилучено через тиждень після появи цього попередження (детальніше див. документацію шаблону). Вихідний текст цієї статті з можливим порушенням копірайту можна знайти в історії змін. Зверніть увагу, що розміщення у Вікіпедії матеріалів, автор яких не надав явного дозволу на їхнє використання відповідно до ліцензії GNU FDL без незмінюваних секцій та Creative Commons із зазначенням автора / розповсюдження на тих самих умовах, може бути порушенням законів про авторське право. Користувачів, які додають до Вікіпедії такі матеріали, може бути тимчасово позбавлено права редагувати статті. Попри все, ми завжди раді вашим оригінальним статтям. Дякуємо. Цю сторінку внесено до категорії Вікіпедія:Можливе порушення авторських прав. |

обіймав посаду осавула Районового козацького товариства “Миргородський полк українського козацтва Полтавського коша імені Миколи Міхновського”.

## Прощання
17 квітня 2023 на центральній площі Миргорода відбулася церемонія прощання із Анатолієм Карбаном та Віталієм Шевченком. Похований на Алеї Героїв у Миргороді.

## Нагороди
- Медаль «За жертовність і любов до України» Української православної церкви Київського патріархату